# 34831 Krithikramesh
34831 Krithikramesh è un asteroide della fascia principale. Scoperto nel 2001, presenta un'orbita caratterizzata da un semiasse maggiore pari a 2,2282095 au e da un'eccentricità di 0,0969160, inclinata di 4,82191° rispetto all'eclittica.